# Route départementale 160 (Maine-et-Loire)
Pour les articles homonymes, voir Route départementale 160.
La route départementale 160 ou D 160 est une route départementale de Maine-et-Loire : elle relie Angers à la commune de Cholet. Il s'agit d'un tronçon de l'ancienne RN 160, déclassée en 2006. Cette route est doublée par l'A 87.

## Historique
Avant 2006, la RD 160 reliait Saumur à Montreuil-Bellay, via Artannes-sur-Thouet et Saint-Just-sur-Dive. À la suite du déclassement de la RN 160, la RD 160 est devenu RD 360 et la RN 160 prend le nom de RD 160.

## Parcours
Le tronçon entre Angers et le carrefour avec la RD 960 dans la commune de Cholet fut d'abord numéroté RN 161 avant d'être numéroté RN 160 en 1972.
- Angers
- Les Ponts-de-Cé (pont Dumnacus)
- Mûrs-Erigné
- Saint-Lambert-du-Lattay
- Chemillé
- Saint-Georges-des-Gardes
- Cholet
- Échangeur de Dénia (ouverture fin 2014) : RN 249 (2x2 voies) (RCEA)

La partie vendéenne de l'ancienne RN 160 est assurée par la RD 160.